# Chrono Trigger
Chrono Trigger (クロノ・トリガー, Kurono Torigā) és un videojoc de rol creat i publicat per Square (ara Square Enix) originalment per a la videoconsola Super Nintendo Entertainment System. Chrono Trigger va ser desenvolupat per un grup anomenat "Dream Team" o "Dream Project", constituït per Hironobu Sakaguchi, creador de la sèrie Final Fantasy; Yuji Horii, creador de la sèrie Dragon Quest d'Enix i Akira Toriyama, dissenyador de personatges de Dragon Quest i autor de la sèrie manga Bola de Drac. Així mateix, Takashi Tokita va codirigir el joc i coescriure'n l'escenari, Kazuhiko Aoki va produir el joc i Masato Kato va escriure'n la majoria de la història. La trama del joc segueix un grup d'aventurers que viatgen en el temps per evitar una catàstrofe global.
Chrono Trigger va ser un èxit crític i comercial immediatament; va rebre múltiples elogis de les revistes de videojocs, i es considera un dels títols de videojocs de consola de quarta generació més significatius i un dels millors videojocs fets mai. La revista Nintendo Power va expressar que certs aspectes del joc eren revolucionaris, com per exemple els seus múltiples finals, les missions secundàries relacionades amb la trama centrades en el desenvolupament dels personatges, el sistema de batalla únic i els gràfics detallats. La banda sonora del joc, enregistrada per Yasunori Mitsuda amb l'ajuda del veterà compositor de Final Fantasy Nobuo Uematsu, ha estat aclamada com una de les millors bandes sonores de videojocs de tots els temps. Chrono Trigger va ser el segon joc més venut del 1995 al Japó, i les diferents encarnacions del joc han venut més de 3,5 milions de còpies a tot el món.
Es va distribuir originalment als mercats japonès i nord-americà l'any 1995, però el joc s'ha tornat a publicar en diverses altres plataformes amb diverses diferències. El 1999, Square va publicar una port fet per Tose al Japó per a PlayStation, que més tard es va redistribuir dins de Final Fantasy Chronicles (2001) juntament amb un port de Final Fantasy IV, exclusivament a Amèrica del Nord. Un Chrono Trigger lleugerament millorat, portat de nou per Tose, va sortir per a Nintendo DS al Japó i Amèrica del Nord el 2008, i a les regions PAL el 2009. El joc també s'ha portat a i-mode, Virtual Console, PlayStation Network, iOS i Android. El 2018, va sortir a la venda una versió de resolució més alta per a Windows mitjançant Steam.

## Jugabilitat
Chrono Trigger presenta una bona jugabilitat RPG, però amb diverses innovacions. Com els primers videojocs del tipus RPG, el jugador assumeix el control del protagonista i els seus companys en un món fictici en dos dimensions, constituït en diversos boscos, ciutats i masmorres. La navegació pel món es fa amb un mapa del món a escala reduïda, els edificis, camins i elements més destacats del paisatge del qual es poden veure. Les ubicacions, com poden ser les ciutats i els boscos, són representats per més mapes reduïts en què els jugadors poden entrar per trobar objectes, resoldre trencaclosques, fer batalles, trobar objectes i enemics. No obstant això, la jugabilitat del Chrono Trigger es desvia del RPG tradicional en què hi ha un encontre aleatori d'enemics en el qual alguns es veuen visiblement de lluny i quan s'és a prop s'inicia una emboscada per fer després la lluita. Amb el contacte amb els enemics en el món, s'inicia una batalla que es pot lliurar en el món mateix o en una pantalla de batalla separada. Aquest concepte es veu reflectit en alguns títols posteriors a aquest com Secret of Mana i Final Fantasy Adventure, però no és un element habitual al gènere d'acció RPG.

A diferència de la majoria dels altres jocs de rol de l'època, el combat a Chrono Trigger té lloc a la mateixa àrea per on es navega generalment, amb tots els enemics visibles a la pantalla.

Com altres RPG tradicionals, els jugadors i enemics poden utilitzar atacs i objectes físics o màgics per ferir els objectius durant les batalles. Cada atac que fan els personatges jugables i els enemics controlats per la CPU en redueix el nombre de punts de vida (o barra de vida) que poden ser restaurats amb pocions o encanteris. Aquest element de jugabilitat també es pot trobar en els videojocs de la sèrie Pokémon. Quan un personatge jugable perd tots els punts de la vida, es debilita i és derrotat en la batalla, la partida s'acaba i s'ha de tornar a començar des de l'última vegada que s'havia desat, cosa que fa que es perdin tots els progressos que s'havien fet després. Els jugadors poden equipar els personatges amb armes, armadures, proteccions, i accessoris que poden donar resultats especials al videojoc (com l'augment del poder en atac) a la batalla i fer servir diversos objectes que es gasten. Aquest objectes i equipaments es poden comprar o trobar en l'entorn del mapa, sovint en cofres. Explorant noves zones i eliminant enemics, els jugadors progressen per l'argument de Chrono Trigger.
Chrono Trigger utilitza un sistema de batalla en temps actiu (ATB), una pinzellada de la saga de Square, de Final Fantasy que va ser dissenyat per Hiroyuki Ito al Final Fantasy IV. No obstant això, el model que s'usa al Chrono Trigger és diferent que en les versions anteriors; el videojoc el defineix com a "Batalla en temps actiu 2.0". Cada personatge pot fer una acció en una batalla en cada torn que li pertoca de manera més o menys ràpida —dependent de la velocitat estadística que té— compta a zero. Les tècniques especials físiques i màgiques, com l'habilitat amb l'espasa, són proporcionades per un sistema anomenat "techs". Techs exhaureix els punts de màgia d'un personatge (un comptador numèric com la barra de punts de vida) i sovint té un efecte especial a la zona; alguns encanteris fereixen els monstres, mentre que d'altres poden derrotar-los en un simple atac. Els enemics sovint canvien de posició durant la batalla, creant oportunitats per l'ús tàctic del tech. Un tret únic del sistema Tech del Chrono Trigger és que es poden utilitzar nombroses tècniques cooperatives. Cada personatge rep vuit Techs que poden ser usats amb els altres personatges per crear un tech doble o triple per provocar un efecte major. Per exemple, l'atac d'en Crono semblant a una filatura d'espases anomenada Cyclone es pot combinar amb l'atac Flame Toss de la Lucca per crear el Fire Whirl. Quan els personatges amb techs compatibles tenen punts de màgia disponibles per donar forma a les seves tècniques i estan disponibles per a ser usades, el videojoc automàticament pren la combinació com a opció.
Al Chrono Trigger s'hi mostra altres elements de jugabilitats únics (fins a l'estrena) en el món dels videojocs, fins i tot el viatge pel temps. Els jugadors tenen l'accés a set èpoques de la història del món del videojoc i les accions que es prenen en el passat afecten el futur. Durant l'argument, els jugadors es troben amb nous aliats, completen missions i van a la recerca de malvats. El viatge en el temps es fa través de portals i pilars de llum anomenats "portes del temps", com també la màquina del temps anomenada "Epoch". A més a més, el Chrono Trigger pren l'avantatge del mapatge de textura de Mode 7, utilitzat com a tècnica de creació de minijocs de curses i algunes escenes. El videojoc també suporta l'opció New Game+. Després de completar el joc, els jugadors poden començar el joc utilitzant les dades de sessions de partides anteriors. Quan el personatge puja de nivell, les tècniques i l'equipament pugen de característiques, mentre que també s'aconsegueixen diners i alguns objectes relacionats amb la història es descarten. Altres característiques del Chrono Trigger són que el videojoc pot ser superat sense el protagonista i pot tenir molts finals diferents. El progrés previ dels jugadors en la batalla final determina quin dels tretze finals possibles —alguns amb només lleugeres variacions per haver fet coses sense gaire importància— que el jugador podrà rebre. A més, alguns dels finals es poden veure només en les sessions del New Game+, en què l'enemic final pot ser desafiat més d'hora del que normalment es pot fer. Square usa el concepte New Game+ en altres videojocs, com el Vagrant Story, Chrono Cross, Parasite Eve i Final Fantasy X-2.

## Trama

### Ambientació
Chrono Trigger té lloc en un món semblant a la Terra, amb èpoques com l'edat prehistòrica, en què els humans primitius i els dinosaures comparteixen la terra; l'edat mitjana, plena de cavallers, monstres i màgia; i el futur postapocalíptic, on humans desproveïts de tot i robots amb consciència lluiten per sobreviure. Els personatges sovint viatgen en el temps per obtenir aliats, reunir equipament i aconseguir informació per ajudar-los en la missió. El grup també té accés a la fi del temps (representat com l'any {\displaystyle \infty }), que serveix com a centre per viatjar a altres períodes. El grup finalment adquireix una màquina del temps com a vehicle, conegut com les ales del temps, també anomenat Epoch (aquest nom és predeterminar i pot ser canviat pel jugador quan s'adquireix el vehicle). El vehicle és capaç de viatjar en el temps entre qualsevol període de la història sense haver de viatjar abans al final del temps.

### Personatges
En l'argument del videojoc, els set personatges jugables del Chrono Trigger són de diferents èpoques. El videojoc comença el 1000 d.C. amb en Crono, la Marle i la Lucca. En Crono és un jove valent que utilitza la katana per lluitar, mentre que la Marle és de fet la Princesa Nadia del regne Guardia, una noia activa, que es comporta com un noi, cosa que ve segurament del seu pare, el rei. La Lucca és una excel·lent mecànica i (que està més còmode al voltant de maquinària que de gent) que només té en Crono com a amic. Ella té un gran interès en la ciència, a causa d'un accident que va deixa la seva mare amb les cames greument ferides, i ara casa seva s'ha convertit en un laboratori amb molta maquinària. Al 2300 d.C., en Robo és un robot amb una brillant i curiosa personalitat creat per ajudar els humans. A causa d'un desastre mundial el 1999 d.C., el van deixar inactiu, però després va ser trobat i reparat per la Lucca, i el robot li va donar les gràcies amb molt de sentiment.
Un l'altre personatge de l'argument és l'Ayla, una dona prehistòrica que viu al 65000000 a.C.. És caracteritzada com a feroç, segura i incomparable en força, Ayla és la cap del poble Ioka i va ser líder pel seu poble en una guerra contra els Reptites, dinosaures amb trets d'humans que volen dominar el món. Els dos últims personatges són del 600 d.C.: en Frog i un personatge opcional anomenat Magus, encara que l'últim va néixer en l'època del 12000 a.C. En Frog és un antic terratinent que es deia originalment "Glenn"; es va convertir en una granota antropomòrfica per culpa d'en Magus. Després que Magus matés el seu amic, Cyrus, i es transformés en granota, en Frog es va dedicar a protegir la princesa de Guardia i a preparar la venjança d'en Cyrus. Culpant-se d'haver fallat el seu amic, en Frog es descriu com a cavallerós tot i que està encadenat per la pena del passat. Magus és un poderós bruixot i líder dels Mystics, una raça de dimonis i intel·ligents humanoides que fan la guerra amb la humanitat en aquesta època. Magus es deia originalment "Janus", i era el príncep del Regne de Zeal el 12000 a.C. No obstant això, un extraterrestre conegut com a "Lavos" va destruir el regne i va enviar en Janus a l'època del 600 d.C. quan encara només era un nen. Va jurar que es venjaria de Lavos i lluita per conèixer on és la seva germana Schala. Es descriu com a cínic i malencònic.

### Finals
Chrono Trigger, desenvolupat per Square en 1995, té 14 finals que es poden desbloquejar depenent del moment en què el jugador s'enfronti a en Lavos i el venci, o si el jugador és derrotat.

### Història
La història de Chrono Trigger comença amb la Fira Mil·lenària el 1000 d.C., una celebració mil·lenària des de la creació del Regne de Gardia. El protagonista, en Crono, és despertat per la seva mare i va cap a Leene Square, on se celebra la fira. Després, per accident, xoca amb una noia que es diu Marle. De seguida es fan amics i visiten l'atracció principal de la fira, una atracció de teleportació construïda per l'amiga inventora d'en Crono, la Lucca. La Marle s'ofereix com a voluntària per provar la màquina, però durant la demostració la màquina es torna boja i reacciona amb el seu penjoll i la teletransporta a dins d'un misteriós portal, deixant-ne només el penjoll. En Crono pren el collaret i la Lucca activa la màquina una vegada més, i envia en Crono pel mateix portal. El jove apareix en un bosc, i després de trobar un poble proper s'adona que ha viatjat 400 anys al passat. En Crono troba la Marle al castell de Gardia; la noia informa a en Crono que l'han confós amb la reina de l'època, la Leene, per la seva semblança sorprenent i que l'han portat al castell perquè la reina original ha desaparegut. Moments després, la Marle pateix de grans dolors, i després despareix davant en Crono. La Lucca arriba just després i porta un artefacte anomenat la "clau del temps", que els permetrà obrir qualsevol portal de temps proper. la Lucca conclou que la Marle és realment la princesa de Gardia de l'any 1000, i que la mort del seu ancestre deu haver provocat que ella no existeixi a causa de la paradoxa de l'avi. Amb l'ajuda d'una granota humanoide que parla que es diu Frog, en Crono i la Lucca descobreixen que la reina Leene havia estat segrestada pels Mystics: criatures demoníaques amb intel·ligència semi-humana governades pel bruixot Magus. Junts rescaten la reina, i els tres joves tornen a la seva època amb el portal del temps.
Quan arriben un altre cop al seu temps, en Crono és capturat i portat a judici, acusat de segrestar la princesa. En Crono és sentenciat a mort, però abans de ser executat, es crea un enrenou on Crono escapa, incloent-hi el rescat per Lucca i posterior destrucció del canó drac, i els joves es retroben amb Marle. Junts escapen a un bosc proper, on ensopeguen amb un portal temporal activat per la clau de Lucca, i són transportats a una època futura. Allí se sorprenen quan troben un món devastat ple de ruïnes d'avançada tecnologia. Després d'investigar una estructura en forma de cúpula, descobreixen un enregistrament que mostra la destrucció del mantell planetari, causada per una criatura anomenada Lavos, que havia estat habitant sota la superfície fins a l'any 1999 d. C. Determinats a aturar-lo abans que destrueixi el món, el grup reactiva un robot del futur anomenat Robo i —amb un altre portal temporal— arriben a la fi del temps, on troben un ancià enigmàtic que els explica que, a causa d'una distorsió al continuum espai-temps, és impossible viatjar pel temps en grups de més de 3 persones, i que els qui ho intenten arriben a la fi del temps. A més, els mostra diversos portals que permeten accedir a totes les eres importants en el joc.
En Crono i els seus amics tornen al 1000 d. C., i s'assabenten que, pel que sembla, havia estat en Magus qui va crear a Lavos durant l'Edat Mitjana. Viatgen llavors novament al 600 d. C., on s'assabenten que necessiten obtenir una espasa per poder derrotar en Magus, però que només l'heroi llegendari pot brandar aquesta arma; els dissenyadors del joc van batejar l'espasa amb el mateix nom d'un mític ferrer de katanes i espases japonès: Masamune. El grup troba la fulla de l'espasa, que està trencada, i dedueixen que en Frog és l'heroi llegendari i s'assabenten que, estranyament, l'arma havia estat forjada per Melchior, un ferrer de l'època de Crono. Al 1000, Melchior els informa que per reparar la Masamune cal aconseguir una mica de pedra onírica, una roca que només havia existit en els temps prehistòrics. El jugador ha de guiar els aventurers al 65000 a. C., on coneixen una dona anomenada Ayla, que els dona una mica de pedra onírica després que Crono la venç en un repte de beguda. Melchior repara la fulla, i el grup convenç en Frog d'ajudar-los a anar al castell d'en Magus per fer servir la Masamune contra ell.
Dins del castell, han de lluitar contra un exèrcit de Mystics i els seus generals Ozzie, Flea i Slash —els quals van ser batejats pels dissenyadors del joc en referència a tres famosos músics de l'època en què es va crear el joc: Ozzy Osbourne, Flea i Slash— abans d'enfrontar-se amb en Magus mateix, que estava conjurant un encanteri que invocava Lavos. Quan és derrotat, en Magus revela que no és ell qui l'havia creat, sinó que simplement tractava de convocar-ho, i que la criatura es trobava dins del planeta, absorbint-ne l'energia. La interrupció de l'encanteri obre un portal temporal massiu que s'empassa el castell amb tothom a dins. En Crono i els seus amics es desperten novament al 65000 a. C., i no troben cap rastre d'en Magus. Després d'ajudar l'Ayla per finalment derrotar els Reptites —rèptils humanoides que pretenien l'extinció humana— dins de la seva fortalesa principal, els herois presencien l'arribada de Lavos de l'espai. Llavors descobreixen un nou portal temporal al cràter deixat per l'impacte de l'arribada de Lavos i el grup visita l'antic i il·luminat regne de Zeal, el 12000 a. C. El regne havia descobert Lavos recentment; Zeal, l'emperadriu, havia fet construir una màquina per absorbir l'energia de la criatura. Un misteriós profeta de la reina Zeal l'adverteix de l'arribada dels aventurers, i aquests són forçats a tornar a l'any 65000000 a. C., abans de tancar el portal pel qual havien expulsat. Incapaços de tornar a Zeal, es dirigeixen a la fi del temps per trobar consell, i s'assabenten de l'existència de les "Ales del temps", una màquina del temps. Així doncs, localitzen la màquina el 2300 d. C., la rebategen com Epoch —de l'anglès Epoch (i al seu torn del grec epokhé, «εποχήé»), que vol dir era o época—, i tornen al 12000 a. C., on descobreixen que el "palau de l'oceà" aviat serà activat. El grup mira d'aturar la reina, però fracassa i Lavos es desperta. En aquest moment, el profeta misteriós revela que és en Magus i intenta destruir l'alienígena, però és derrotat, i tots els seus poders són absorbits. Intentant salvar la vida dels seus companys, en Crono s'enfronta a la criatura, però mor i el seu cos és vaporitzat. Lavos destrueix el regne sencer, i el seu poder causa que es formin diversos portals del temps; enviant diverses persones a diferents èpoques. Abans que en Magus i la resta del grup siguin assassinats, la Schala, princesa de Zeal, els transporta fora del palau fins a l'últim assentament humà que resta i ella es queda enrere. Tot i això, els laments duren poc abans que en Dalton, un exlíder de seguretat del regne, arribi al llogaret i s'autoproclami sobirà del món. Després d'haver salvat l'Au negra —una nau molt destacada— de la destrucció, tanca el grup a dins i s'enlaira. A més, confisca l'Epoch i fa que els seus sequaços li implementin la capacitat de volar. Els aventurers aviat s'escapen i derroten en Dalton en una batalla sobre la redissenyada Epoch, la qual accidentalment fan servir per destruir l′"Au negra" durant la fugida. Afligits per la mort d'en Crono, es troben en Magus, que els revela que en realitat és Janus Zeal, i que havia crescut durant l'Edat Mitjana sota la tutela d'Ozzie, esperant la seva oportunitat per venjar-se de Lavos. A més, ofereix al grup l'oportunitat d'arreglar la seva disputa en una batalla final i els informa que Gaspar podria ajudar-los a reviure en Crono. Si el jugador s'hi nega a lluitar, s'uneix al grup. Quan visiten de nou l'ancià que viu a la fi del temps, descobreixen que és Gaspar, transportat allà durant la destrucció de Zeal. És ell qui els dona un dispositiu amb forma d'ou anomenat 'Chrono Trigger', cosa que els permet viatjar en el temps de manera especial. Aviat, seguint les seves instruccions, l'utilitzen per visitar el moment exacte de la mort de Crono i retirar-lo abans que sigui assassinat canviant-lo per un ninot exactament igual a Crono que es guanya a la fira del 1000 d. C.
Amb l'equip complet de nou, el grup visita novament Gaspar, que els relata sobre diversos problemes que afecten el món en les diferents eres. Els suggereix participar en aquestes problemàtiques opcionals a la línia obligatòria del joc i resoldre-les i els diu que potser els ajuda a preparar-se per a la batalla final contra Lavos. Després de viatjar al 600 d. C., derroten una criatura anomenada «Retinite», que havia provocat que un bosc es convertís en desert. En Robo s'ho queda per passar els següents segles treballant i mantenint la terra per ajudar a cultivar el bosc i assegurar-ne la supervivència. Quan el grup torna al 1000 d. C., troben i reactiven el robot, i tots ho celebren amb una foguera al bosc, on filosofen sobre els portals temporals i especulen sobre si en realitat són creats per Lavos o per una altra entitat que desitja que viatgin en el temps per fer un propòsit determinat. Després d'adormir-se, apareix un misteriós portal vermell, al qual entra Lucca. Això fa que torni al 990 d. C. i té l'oportunitat de salvar la seva mare de l'accident que li havia costat les cames. L'incident havia provocat que la Lucca jove s'interessés per la maquinària per poder evitar que passessin més accidents. Al 600, s'han d'enfrontar amb el que restava de l'antic exèrcit de Magus. Els seus antics generals, en adonar-se que en Magus només utilitzava els Mystics, els ataquen, però són derrotats i moren. El 2300 d. C., el seu viatge els porta a la planta on havia estat construït en Robo. Allà descobreixen que la programació de la intel·ligència artificial del seu creador, Mother Brain (Cervell mare), ha estat corrompuda, i que fa servir les instal·lacions com a planta d'extermini d'humans. Eb Robo ha de destruir —molt a desgrat seu—  el seu creador i la seva amiga, també reprogramada, Atropos. Així doncs, apaguen el sistema de les instal·lacions. Novament al 1000 d. C., s'assabenten que el fantasma de Cyrus, el cavaller amic de Frog, s'apareix en unes antigues ruïnes prop d'un poble. En Frog visita la tomba que havia construït per a ell, i ajuda el seu amic a trobar pau, tot i que no havia matat en Magus.
En un altre viatge, el grup s'embarca a la recerca de la "Pedra solar", un artefacte mític usat durant algun temps com a font de poder a Zeal. La localitzen en una fortalesa perduda del regne, desarrelada del llit marí el 2300, però descobreixen que els seus poders s'havien esgotat. Llavors la porten al 65000000 a. C., i la deixen en un temple solar perquè recarregui l'energia amb el pas de milions d'anys. No obstant això, quan tornen al futur descobreixen que la pedra havia estat robada el 1000 d.C. Per poder-la recuperar del cobejós alcalde de Porre, viatgen al 600 d. C. per ensenyar sobre la caritat al seu ancestre en donar-li menjar a ell i la seva dona. Amb la "pedra solar" assegurada, aviat descobreixen un altre artefacte llegendari al 600 d. C., la "Petxina arc de sant Martí". L'artefacte es troba a les restes subterrànies de la fortalesa dels Reptites —preservat des de la seva destrucció al 65000 a. C.—, però és massa pesada per poder retirar-la per ells mateixos, per la qual cosa demanen ajuda al rei Gardia XXI, que la guarda al seu castell. No obstant això, quan el grup torna al 1000 d. C., descobreixen que el pare de Marle, el rei Gardia XXXIII, està sent jutjat pel seu propi canceller per suposadament haver intentat vendre la "Petxina Arc de Sant Martí", una relíquia real. En Crono i els seus companys aviat revelen públicament que el canceller era un impostor dels Mystics, el derroten i ajuden la Marle i el seu pare a solucionar les seves diferències.
Finalment, els aventurers s'infiltren en el ressorgit palau de l'oceà —ara conegut com a Profecia Fosca— on la reina Zeal encara viu després d'haver sobreviscut a la destrucció del seu regne i convertir-se en titella del poder de Lavos. El grup derrota la reina corrupta i destrueix la màquina Mammon, que es trobava al cor del palau, cosa que provoca la desintegració de tot el recinte. Aleshores arriba la confrontació final amb Lavos mateix, en la qual primer han de penetrar la cuirassa de la criatura. Un cop dins descobreixen que Lavos havia estat recollint l'ADN del planeta mentre absorbia l'energia produïda. Finalment s'enfronten amb la seva veritable forma, resultat de la manipulació genètica, a la qual destrueixen.
Chrono Trigger té diversos finals diferents. El final del joc que s'obté depèn d'en quin moment de la història del joc el jugador derrota Lavos; a més, diferents eleccions i decisions poden produir algunes variacions menors. La primera vegada que es completa el joc, els membres del grup s'acomiaden durant la darrera nit de la Fira Mil·lenària i tornen a les seves respectives eres. A més, si Magus s'havia unit a l'equip, els revela que té pensar buscar la germana perduda, Schala. Si Epoch no és destruït durant l'atac a Lavos, la mare de Crono accidentalment entra al portal temporal de la fira just abans que aquest es tanqui, causant que en Crono, la Marle i la Lucca s'enlairin a l'Epoch cap a una altra aventura per trobar-la, mentre els focs artificials il·luminen el cel nocturn.
En la versió de Nintendo DS i posteriors, després de completar els 3 vòrtexs interdimensionals, hi ha un altre accés a què només es pot entrar a peu. Aleshores hi ha tres opcions: "accés al cataclisme" (ruta original), quedar-se a la fi del temps o anar a la "ruta desconeguda". Si s'opta per aquesta ruta, els personatges es topen amb en Magus i accedeixen a una altra porta temporal. Aquesta porta condueix a una versió fatal de Lavos que controla aquesta vegada a Schala i s'anomena "Devorasomnis". Durant la batalla, tots els personatges són eliminats però la Schala es desperta i expulsa tots els personatges a les seves eres corresponents, però com que en Magus segueix en batalla, abans que el mati el "Devorasomnis", la Schala expulsa en Magus a l'any 600, del regne de Gardia i n'esborra la memòria en el procés. A més, la primera vegada que apareix la "profecia fosca", s'activen dos portals del "Santuari perdut", un per cada època, on els Reptites són perseguits per monstres més forts i l'objectiu és rescatar-los.

### El Chrono Trigger
El «Chrono Trigger» (també conegut com l'«Ou del Temps») és un petit dispositiu que controla els esdeveniments. Com explica el gurú Gaspar, el Chrono Trigger té un efecte equivalent a l'esforç que un exerceixi en el seu ús. En Crono, que mor a mans de Lavos el 12000 a. C., queda atrapat al continuum espai-temps i els seus amics posen tot el seu esforç a reviure'l —o més ben dit, a evitar que es mori.
L'artefacte, després d'haver rebut aquests sentiments, s'activa i reviu en Crono. Tot i això, s'ha d'aclarir que aquest esdeveniment és totalment opcional i afecta el final del joc depenent de l'elecció del jugador. Durant la història de Chrono Cross, seqüela directa d'aquest títol, s'explica que el terme Chrono Trigger fa referència a qualsevol cosa que té el poder de canviar el curs de la història.

## Desenvolupament
Chrono Trigger va ser produït per Kazuhiko Aoki i dirigit per Akihiko Matsui, Yoshinori Kitase i Takashi Tokita. El desenvolupament del joc va ser supervisat per Hironobu Sakaguchi, productor i creador de la saga Final Fantasy, i Yuuji Horii, director i creador de la saga Dragon Quest. Yuuji Horii va treballar rn l'esbós general de la història; com a fanàtic de les ficcions de viatges en el temps, com ara la sèrie de televisió The Time Tunnel, es va centrar en aquest tema per a Chrono Trigger. Aquest esbós va ser subseqüentment editat i acabat per Masato Kato, que va escriure tots els esdeveniments de l'era 12000 a.C. del joc. Finalment, Yoshinori Kitase i Takashi Tokita van crear-ne els diversos subescenaris.
Els personatges del joc van ser dissenyats per Akira Toriyama, creador del manga Bola de Drac i conegut també per la seva obra a la saga Dragon Quest. Entre els altres dissenyadors que van participar en el desenvolupament, destaquen Tetsuya Takahashi com a director gràfic, i Yasuyuki Honne, Tetsuya Nomura, i Yusuke Naora, entre d'altres, com a dissenyadors de gràfics espacials. La capsa del joc japonesa original del joc contenia il·lustracions del final principal. La versió nord-americana va ser creada abans que s'hi afegissin aquestes característiques, i conté altres vestigis del primer desenvolupament del joc que van ser eliminats en l'edició japonesa —com ara la cançó Muntanyes Cantants, suprimida al costat de la seva masmorra epònima prehistòrica. Nintendo va censurar cert diàleg, que incloïa referències a l'alletament, al consum de l'alcohol i a la religió. Se li van donar prop de trenta dies al traductor Ted Woolsey per adaptar el joc per a les audiències angleses, i part de la seva feina va ser tallada per falta d'espai. Posteriorment, els fans van acabar de traduir-lo completament, i el van publicar en petits lliuraments acompanyats d'anotacions que ressaltaven diferències vitals.

## Música
La banda sonora de Chrono Trigger va ser composta principalment per Yasunori Mitsuda, amb contribucions del veterà compositor de la saga Final Fantasy, Nobuo Uematsu, i una pista composta per Noriko Matsueda. En aquell moment, Mitsuda era un programador de so i estava descontent amb la seva paga i va amenaçar de deixar Square si no podia compondre música. Hironobu Sakaguchi va suggerir que ho intentés amb Chrono Trigger i va comentar: "potser el teu salari puja". Mitsuda va compondre nova música i es va basar en una col·lecció personal de peces compostes durant els dos anys anteriors. Va reflexionar: “Volia crear música que no encaixés en cap gènere establert... música d'un món imaginari. El director del joc, Masato Kato, era el meu amic íntim, així que sempre parlava amb ell sobre l'escenari i l'escena abans de començar a escriure”. Mitsuda va dormir al seu estudi diverses nits i va atribuir certes peces, com el tema final del joc, To Far Away Times, a somnis inspiradors. Més tard va atribuir aquesta cançó a una idea que estava desenvolupant abans de Chrono Trigger, reflectint que la melodia es va fer en dedicació a "certa persona amb qui [ell] volia compartir una generació". També va tractar d'usar leitmotivs del tema principal de Chrono Trigger per crear una sensació de coherència a la banda sonora. Mitsuda va escriure que cada melodia duraria al voltant de dos minuts abans de repetir-la, cosa inusual per als jocs de Square en aquell moment. Mitsuda va patir danys del disc dur i va perdre prop de quaranta pistes en desenvolupament. Després que Mitsuda contragués úlceres d'estómac, Uematsu es va afegir al projecte per compondre deu peces i acabar la partitura. Mitsuda va tornar per veure el final amb el personal abans de la sortida del joc, i va plorar en veure l'escena acabada.

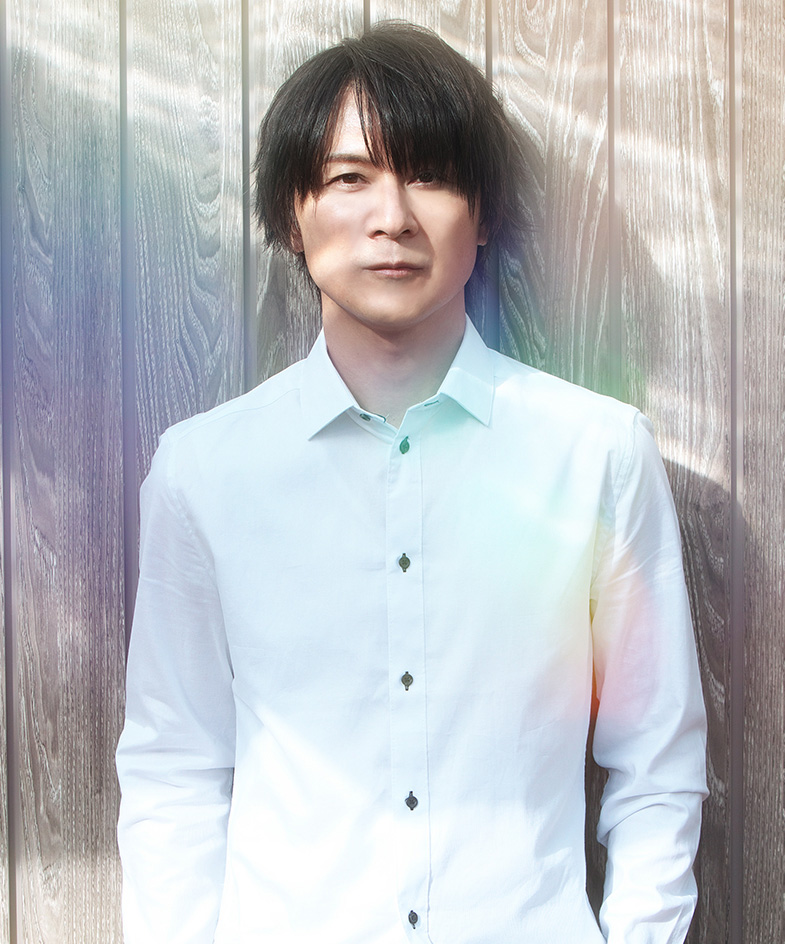
Yasunori Mitsuda va compondre la major part de la banda sonora de Chrono Trigger i posteriorment serviria com a compositor de Chrono Cross.

En el moment de la sortida del joc, la quantitat de pistes i efectes de so no tenia precedents: la banda sonora tenia tres discos en la seva edició comercial del 1995. Square també va treure un arranjament d'Acid-jazz d'un disc anomenat "The Brink of Time" de Guido aquell any. The Brink of Time va sorgir perquè Mitsuda volia fer alguna cosa que ningú més fes, i va notar que l'acid jazz i els seus gèneres relacionats eren poc comuns al mercat japonès. Mitsuda considera Chrono Trigger un joc històric que va ajudar a madurar el seu talent. Si bé Mitsuda més tard va sostenir que la peça del títol era "imperfecta", sosté que va tenir "una influència significativa en [la seva] vida com a compositor". El 1999, Square va produir una altra banda sonora d'un disc per complementa l'estrena de Chrono Trigger per a PlayStation, amb pistes orquestrals utilitzades en les cinemàtiques. Tsuyoshi Sekito va compondre quatre peces noves per a les característiques addicionals del joc que no eren incloses en la banda sonora. Alguns fanàtics estaven disgustats per l'absència de Mitsuda en la creació del port, els instruments del qual de vegades diferien audiblement dels del joc original. Mitsuda va fer arranjaments de la música del videojoc per a concerts de música de videojocs de Play!, on va presentar el tema principal, Frog's Theme i To Far Away Times. Va treballar amb Square Enix per assegurar-se que la música de la Nintendo DS sonés més propera a la versió de la Super Nintendo. Mitsuda va encoratjar els nens contemporanis a fer comentaris sobre la banda sonora del joc (que va pensar que esperarien "partitures simfòniques completes a tot volum per altaveus"). Els fanàtics que van reservar Chrono Trigger DS van rebre un disc de música especial que contenia dos arranjaments orquestrals de la música de Chrono Trigger dirigida per Natsumi Kameoka; Square Enix també va fer un sorteig de premis a l'atzar per a dues còpies signades de la partitura de Chrono Trigger. Mitsuda va expressar la dificultat per seleccionar la melodia del popurri orquestral, i finalment va triar una melodia de cada època i certs temes dels personatges. Mitsuda va escriure més tard:
| « | Sento que la manera com interactuem amb la música ha canviat molt en els últims 13 anys, fins i tot per a mi. Per a bé o per a mal, crec que seria extremadament difícil crear una cosa tan "poderosa" com ho vaig fer avui fa 13 anys. Però en canvi, tot el que he après aquests 13 anys em permet compondre una cosa molt més complexa. Sent perfectament honest, em costa de creure que les cançons de fa 13 anys siguin tan estimades. Tenint en compte aquests sentiments, espero seguir component cançons que siguin poderoses, però intricades... Espero que els extres com aquest CD extra ajudin a expandir el món de Chrono Trigger, especialment des que vam fer un enregistrament en directe. Espero que hi hagi una altra oportunitat de treure un àlbum d'aquesta mena algun dia. | » |

La música del joc va ser interpretada en directe per l'Orquestra Simfònica de Tòquio el 1996 a l'Orchestral Game Concert a Tòquio, Japó. Una suite de música que conté Chrono Trigger és part de la gira mundial PLAY! A Video Game Symphony. Mitsuda va assistir a l'estrena mundial del seu concert a Chicago el 27 de maig de 2006. La seva suite de música de Chrono Trigger comprenia "Reminiscence", "Chrono Trigger", "Chrono Cross ~ Time's Scar", "Frog's Theme", i "To Far Away Times". Mitsuda també ha aparegut amb l'Orquestra Simfònica Eminence com a convidat especial. A la Video Games Live també hi han participat medleys de Chrono Trigger i Chrono Cross. Una mescla de música de Chrono Trigger feta d'una de les quatre suites dels concerts Symphonic Fantasies el setembre de 2009, que va ser produïda pels creadors de la sèrie Symphonic Game Music Concert, dirigida per Arnie Roth. Square Enix va republicar la banda sonora del joc, juntament amb una entrevista en vídeo amb Mitsuda el juliol del 2009.
La banda sonora del joc s'ha remesclat diverses vegades pels fans des de l'estrena del títol, amb més de 300 tributs i diversos àlbums d'interpretacions musicals venuts a botigues. Alguns exemples importants són Time & Space - A Tribute to Yasunori Mitsuda i Chrono Symphonic. Aquest últim el va publicar OverClocked ReMix, un lloc web dedicat a les mescles de cançons, i esperava brindar una musicalització orquestral a una hipotètica pel·lícula sobre Chrono Trigger. Addicionalment, un equip de producció de hip-hop anomenat Compromised va crear un àlbum de pop anomenat The Chrono Trigger Mixtape, Vol. 1, produït barrejant trossos a cappella de cançons de rap amb les barreges instrumentals de Chrono Trigger. Els aficionats japonesos freqüentment venen les seves barreges en àlbums compilatoris, batejats com a dōjin pels fans occidentals.

## Rebuda i crítica
Chrono Trigger va vendre més de 2,36 milions de còpies al Japó i 290 a l'exterior. Els primers dos milions de còpies al Japó van ser venudes en només dos mesos. El joc també va tenir un èxit substancial en el seu llançament als Estats Units, i el seu rellançament com a part del paquet Final Fantasy Chronicles per a la PlayStation va estar al cim de les llistes de vendes de PlayStation de NPD per més de sis setmanes. Aquesta versió va ser rellançada novament al 2003 com a part de la línia de "Grans èxits" de Sony, i, en aquests últims temps, Chrono Trigger ha quedat entre les llistes dels "100 millors joc de tots els temps" en els tres llocs web multimèdia d'IGN. La primera vegada, el 2002, va sortir al 4t lloc, mentre que es va situar al 6è a principis de 2005. A la tercera llista, a finals de 2005, va aconseguir el 13è lloc, i finalment va escalar al 2n en la de 2006.
Chrono Trigger no només va ser un best-seller, sinó que també va ser ben rebut per la crítica. La revista Nintendo Power el va anomenar «el joc més gran de Square», citant-ne les millores en gràfics, so i jugabilitat davant dels seus RPGs anteriors, mentre que la revista Oficial U.S. PlayStation Magazine el va descriure com a «original i extremadament captivant», expressant una resposta particularment favorable pels seus gràfics, so i història. A més, IGN va comentar que «pot estar ple de tots els clixés de RPG imaginables, però Chrono Trigger aconsegueix ressaltar de la resta» amb «una [captivadora] història que no es pren a si mateixa gaire seriosament ['sic']» i «una de les millors bandes de so de videojocs mai produïdes».
Tot i això, altres crítics, com el personal dels llocs web sobre videojocs RPGfan i RPGamer, van qüestionar la longitud del joc, ja que és més curt que molts altres en el seu gènere, i van notar que el seu nivell de dificultat era també baix en comparació. Més enllà d'això, però, van estimar l'alt valor en tornar a jugar a Chrono Trigger pels seus múltiples finals, la seva jugabilitat simple però innovadora i la seva història «fantàstica, però no excessivament complexa».
A més, el joc va ser inclòs a la llista de GameSpot de "The Greatest Games of All Time" ("Els millors jocs de tots els temps"), publicada l'abril del 2006. També va aparèixer al 28è lloc a la llista d'"All Time Top 100" ("Els top 100 de tots els temps"), basada en una enquesta feta per la revista japonesa Famitsu.
El 20 d'agost de 2011 va aparèixer el primer a la llista dels 20 millors RPG dels 90 de RPGFan.com. El 2012 la revista Forbes va incloure la banda sonora de Chrono Trigger a la llista de les dotze millors soundtracks de videojocs de tots els temps.
A diferència de les altres versions que van ser un èxit, la versió de Windows va ser tot el contrari: s'ha detectat gran quantitat d'errors a les textures, una interfície gens atractiva de la versió de telèfons del 2011, filtres de sprites estèticament intrusius, poques opcions per canviar els gràfics i no era possible assignar tecles.

## Diferents versions
Uns mesos abans de la sortida al mercat de 'Chrono Trigger', es va donar una versió beta als crítics de revistes i locals de jocs. Com que era una versió inacabada joc, tenia nombroses diferències amb la versió final, com pistes musicals sense usar i un lloc anomenat Muntanyes Cantants. Els fans curiosos van explorar posteriorment la imatge ROM amb diversos mètodes i van descobrir dos sprites de personatges sense usar i algunes més per a certs personatges no jugables. Això ha portat al rumor que existia un vuitè personatge jugador o que s'havia previst, però no hi ha cap evidència d'aquest al·legat. La capsa original del joc —ara habitualment venuda en llocs de subhastes— contenia dos mapes del món, i els compradors japonesos que l'havien reservat van rebre cartes hologràfiques. Aquesta versió usava un cartutx de 32 megabits amb una RAM i bateries incloses per a les partides guardades, i no requeria de cap coprocessador especial. Aquesta versió és disponible des de 2011 a la consola virtual.
El 1999, al Japó, TOSE va desenvolupar i va treure una versió de Chrono Trigger per a la Sony PlayStation. Aquesta versió va ser després venuda el 2001 als Estats Units —juntament amb una versió remasteritzada de Final Fantasy IV— amb el títol de Final Fantasy Chronicles. Contenia escenes anime creades pel dissenyador de personatges original, Akira Toriyama, i animades per Toei Animation, a més de diversos bonus, accessibles després d'haver aconseguit diversos finals del joc; una de les cinemàtiques mostra al final les noces de Crono i Marle, i addicionalment un curiós detall afegit: Lucca trobant Kid, personatge de la seqüela Chrono Cross. Aquesta versió de Chrono Trigger per a la Sony Playstation va ser un gran èxit tant en la seva versió estàndard japonesa, com també com a part de la recopilació Final Fantasy Chronicles, i es va convertir en un "Greatest Hits" a Playstation i com a contingut descarregable per a PSP, PS3, PS4 i PSVita. Més enllà de les escenes animades d'estil anime afegides per a aquesta versió, el joc és idèntic a la versió de SNES. L'únic que va ser una mica criticable van ser els temps de càrrega del joc. Tot i això, la versió de PlayStation va ser aclamada per la crítica i agraïda pels fans per comptar amb una versió més completa.
En un comunicat de premsa del dia dimecres 2 de juliol de 2008, Square-Enix va anunciar el llançament d'una versió de Chrono Trigger per a Nintendo DS, i va confirmar que sortiria a la venda a finals de l'any 2008 als Estats Units, a més d'afegir-hi més funcionalitat de joc sense fil i dos masmorres al clàssic —Santuari perdut i vòrtex interdimensional—, a més d'oferir noves opcions de jocs gràcies a la pantalla doble i la pantalal tàctic integrada a la Nintendo DS segons el comunicat de la premsa i en una pàgina no oficial de fans de la saga. Sense comptar amb la traducció per fans, la versió nord-americana va ser retraduïda per Tom Slattery. Aquesta versió conté un nou accés que activa els esdeveniments de Chrono Cross. Un dels accessos del vòrtex interdimensional utilitza la cançó de Muntanyes Cantants, escenari inexistent en antigues versions.
El 2011, Chrono Trigger va sortir per a telèfons mòbils al Japó. El 8 de desembre del 2011, va sortir la versió d'iOS. El joc es va basar en la versió de Nintendo DS, però amb gràfics optimitzats per a iOS. Uns dos dies abans de Halloween del 2012, va sortir la versió d'Android. El 27 de febrer de 2018, totes dues plataformes van fer servir funcions de la versió de Windows, incloent-hi els vídeos que no s'havien afegit en el llançament inicial.
El mateix dia, Chrono Trigger va sortir sense avís per a PC. Aquesta versió conté les funcions de Nintendo DS, els gràfics d'iOS i Android, suport per a teclat, ratolí i joysticks, i funcions de desament automàtic, a més de contingut addicional. El punt dolent del joc és la interfície que va ser adaptada per a pantalla tàctil, mals gràfics, gran quantitat d'errors, i falles en assignar tecles al teclat i comandaments. En la seva resposta, Square Enix va revertir els gràfics als originals de Nintendo DS, a més de prometre una actualització a la interfície.

## Llegat

### Seqüeles

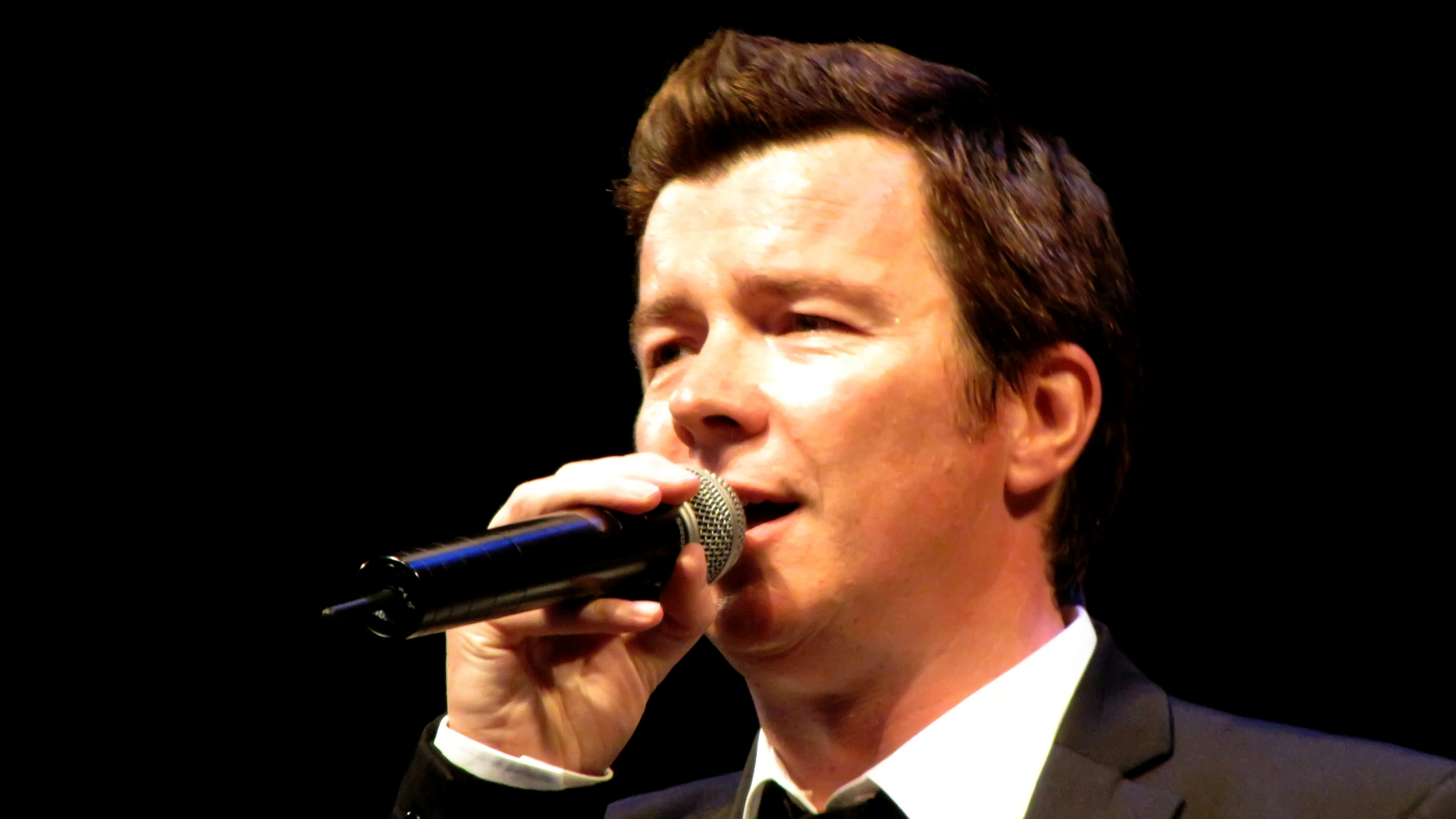
Yasunori Mitsuda és àmpliament sospitós de plagi de Never Gonna Give You Up interpretat per Rick Astley, per al tema Robo (foto de Rick Astley).

Chrono Trigger va inspirar una varietat de seqüeles i derivatges. El 1996 es va estrenar un OVA de 16 minuts de durada titulat Nuumamonja: Time and Space Adventures. Addicionalment, altres tres títols van sortir per a la Satellaview en 1995, i un quart en 1996. Els primers tres van ser Chrono Trigger: Jet Bike Special, un videojoc de carreres basat en un minijoc de l'original; Chrono Trigger: Character Library, el qual presentava perfils dels personatges i monstres del joc; i Chrono Trigger: Music Library, una col·lecció de música de la banda sonora del joc. Els continguts de Character Library i Music Library van ser posteriorment inclosos com a extres en el rellançament per a PlayStation de Chrono Trigger.
El quart títol, Radical Dreamers: Nusumenai Hōseki, és una història paral·lela a Chrono Trigger creada per resoldre una subtrama inconclusa del seu predecessor. El joc era una curta aventura conversacional que depenia de gràfics mínims i la seva música ambiental. No va tenir mai un llançament oficial fora del Japó, però va ser posteriorment traduït per fans a l'anglès. Per formar les primeres seqüències de la més coneguda seqüela per a PlayStation, Chrono Cross, els elements de la seva trama, incloent-hi personatges i escenaris, van ser després adaptats. Consegüentment, Radical Dreamers: Nusumenai Hōseki va ser eliminat de la continuïtat principal de la saga i a Chrono Cross s'hi va referir com una dimensió alternativa.
No hi ha plans per fer altres títols a la saga, tot i que el 2001 Hironobu Sakaguchi va declarar que l'equip de desenvolupament de Chrono Cross volia fer un nou joc de la saga i que s'estaven considerant idees per al guió. Aquell mateix any, Square va demanar una marca registrada per als noms Chrono Break i Chrono Brake als Estats Units i al Japó, respectivament. No obstant això, la primera va ser donada de baixa el 2003. En una entrevista a Cubed l'1 de febrer de 2007, el vicepresident de Square Enix, Hiromichi Tanaka, va dir que tot i que no es tenia planejada cap tipus de seqüela de moment, encara n'era possible alguna.

### Jocs creats per aficionats
Hi ha hagut dos intents notables per part dels fans de Chrono Trigger per fer remakes extraoficials d'algunes parts del joc per a PC amb un motor de gràfics 3D. Els projectes més prominents, Chrono Resurrection (un intent de refer deu petites escenes interactives del joc) i Chrono Trigger Remake Project (un intent de refer el joc sencer), foren forçats a rescindir per Square Enix per mitjà d'un requeriment judicial.